# Guillermo de Holanda

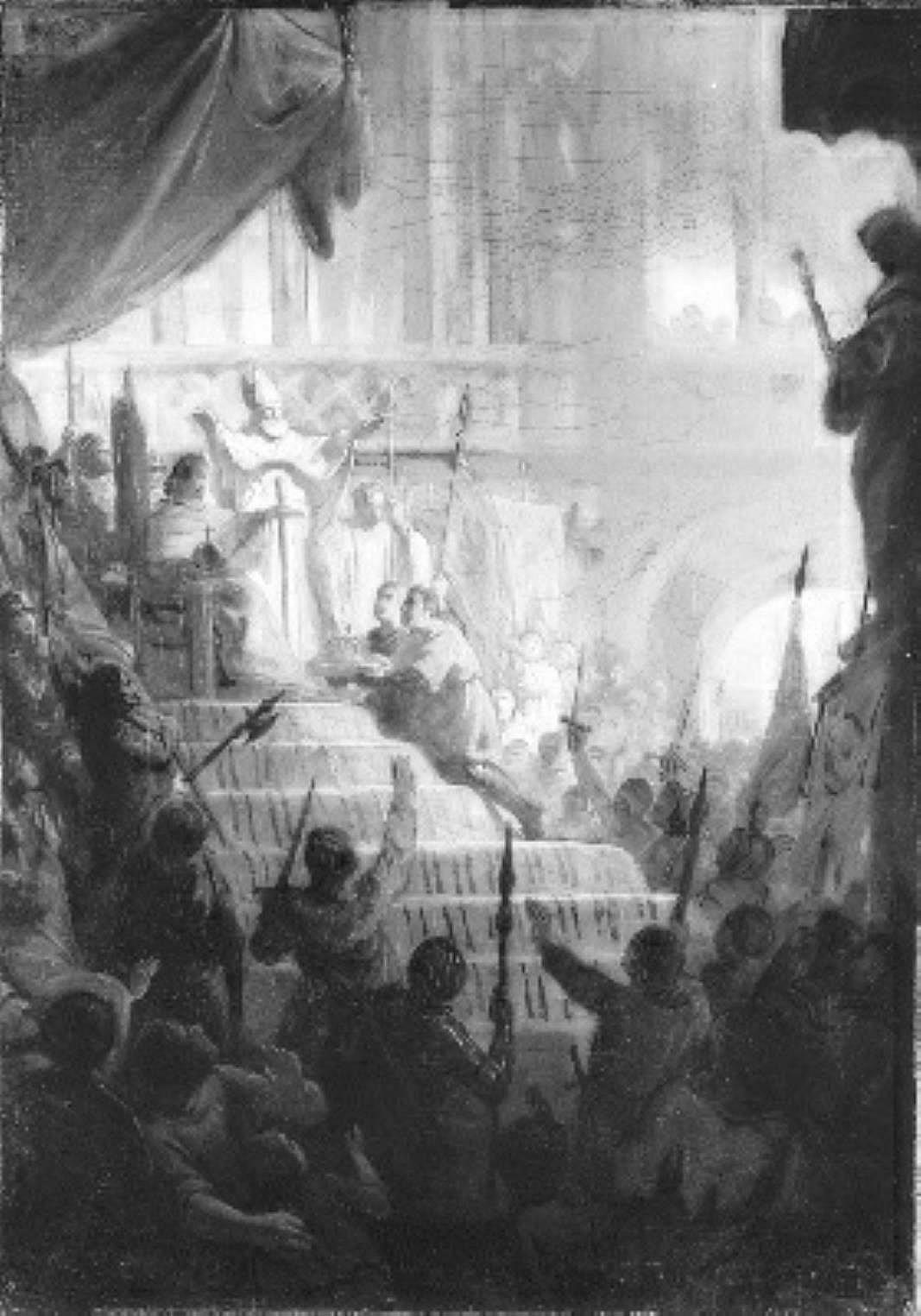
Guillermo II coronado como rey de romanos. Obra de Jacobus van Dijck.

Guillermo de Holanda (1227-28 de enero de 1256) fue conde de Holanda (Guillermo II) a partir de 1234 y Rey de Romanos, rival de Conrado IV, desde 1247 hasta su muerte. Fue hijo de Florencio IV, conde de Holanda, y de Matilde de Brabante.

## Biografía
No había cumplido los siete años cuando su padre murió accidentalmente el 19 de julio de 1234 en un torneo celebrado en Corbie, aunque, según Louis G.F. Kerroux, fue asesinado en dicho torneo por Felipe Hurepel, conde de Clermont. Sus tíos Guillermo y Otón se encargaron de la regencia del condado de 1234 a 1239.

### Rey de Romanos
A la muerte de Enrique Raspe, quien había sido nombrado por el partido güelfo rey de Alemania en sustitución de Federico II, depuesto y excomulgado por el papa Inocencio IV, con apenas 20 años de edad y gracias al apoyo de su tío Enrique II, duque de Brabante y del arzobispo de Colonia, Guillermo fue elegido Rey de Romanos el 3 de octubre de 1247.
Debido a su corta edad se le dieron como consejeros el duque de Brabante y el obispo de Utrecht. Tras un sitio de cinco meses, Guillermo tomó Aquisgrán a los partidarios de Federico II y pudo ser coronado rey el 1 de noviembre de 1248, después de haber sido armado caballero en Colonia. Su nueva dignidad le atrajo como enemigos a parte de los príncipes del imperio, por lo que dejó en manos de su hermano Florencio el gobierno del condado de Holanda para tener mayor libertad de movimientos. La  mayor parte de los príncipes alemanes no reconocieron su elección hasta después de que el 25 de enero de 1251, por mediación del papa que había aprobado su nombramiento, contrajese matrimonio con Isabel, hija de Otón I de Brunswick, llamado el Niño, duque de Brunswick-Lüneburg. La noche de bodas pudo ser fatal para los esposos, pues, según cuenta Alberto de Stade, el palacio donde se habían alojado fue incendiado. Fue la princesa quien salvó a su marido conduciéndolo de la mano por caminos que ella conocía. El mismo cronista relata que Guillermo también escapó a otro incendio en la ciudad de Nuis con la ayuda del arzobispo de Colonia.

### La guerra con Margarita de Flandes
Recién casado y de regreso a su condado, Guillermo se enfrentó a Margarita condesa de Flandes, quien se había negado a reconocer su nombramiento imperial, a la que pretendió desposeer de su condado, en tanto esta le exigía homenaje como conde de Holanda por su posesión de las islas de Zelanda, feudo flamenco que iba a quedar definitivamente integrado al condado de Holanda en 1256. 
Margarita envió un fuerte ejército al mando de su hijo Guido de Dampierre para invadir la isla de Walcheren. Mientras sus soldados penetraban en Zelanda, la condesa de Flandes fingía llegar a un acuerdo con Guillermo, quien se había trasladado a Amberes, donde tenía lugar la conferencia bajo la mediación de Enrique VI, duque de Brabante. Sin embargo, no fiándose de su enemiga, Guillermo ordenó a su hermano Florencio que se dirigiera con sus tropas a defender Zelanda. Este se camufló con todo su ejército tras las dunas de Westkapelle, esperando a Guido de Dampierre que avanzaba sin sospechar nada. Así, en julio de 1253, el  ejército flamenco fue completamente derrotado, haciendo prisioneros a los hijos de Margarita.
Esta derrota sorprendió a Margarita de Flandes, pero no la hizo desistir de sus pretensiones. Llamó en su ayuda a Carlos de Anjou, hermano del rey de Francia, a quien le otorgó la investidura del condado de Henao, territorio que quería arrebatar a su hijo Juan I de Avesnes. Este, ayudado por su cuñado Guillermo, acudió en defensa de sus tierras, derrotó a los franceses y forzó a su madre a reconocerlo como conde de Henao. Margarita, desesperada, cedió a la necesidad y se vio incluso obligada a hacer la paz con el Rey de Romanos, quien le devolvió a su hijo Guido de Dampierre, prisionero de Guillermo desde la jornada de Westkapelle.

### Guerra con el obispo de Utrecht y los frisones

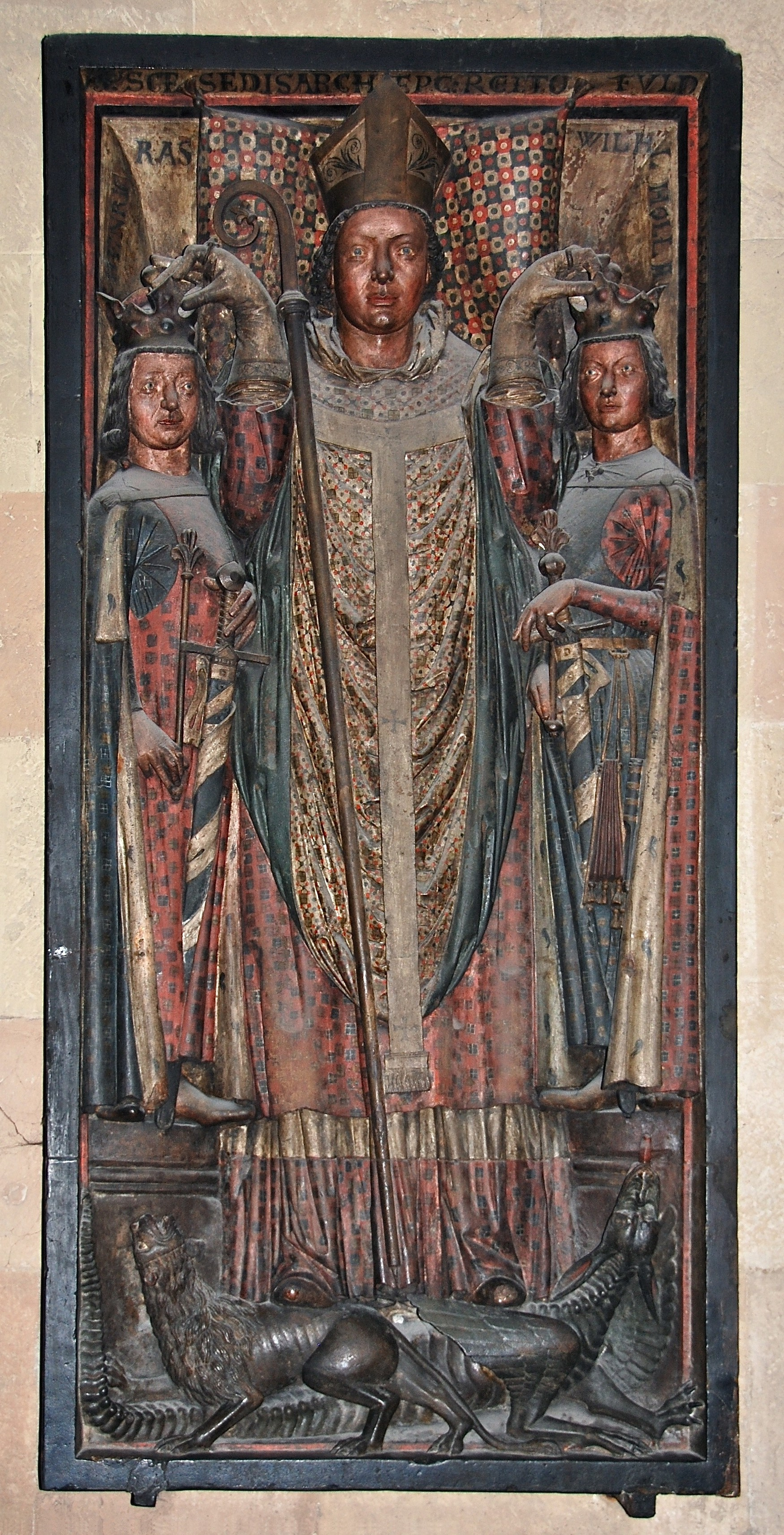
Tumba de Sigfrido III de Epstein, obispo de Maguncia, con el obispo en el centro coronando a Enrique Raspe y Guillermo de Holanda. Catedral de Maguncia.

Habiendo puesto fin a la guerra con Flandes, Guillermo se dirigió hacia Ginebra, donde el papa le había invitado, posiblemente para coronarle. Antes quiso pasar por Alemania, donde según una carta dirigida a Luberto, su vicecanciller imperial y abad de Egmond, fue muy bien recibido. Pero una nueva disputa con el obispo de Utrecht y la sublevación de los frisones septentrionales, que habían visto con recelo la construcción de un castillo cerca de Heemskerk, le hicieron retornar a Holanda a comienzos del año 1255, sin haber tenido tiempo de continuar su viaje a Ginebra.
Nuevas disputas se desencadenaron con el obispado de Utrecht. Otón, tío y tutor de Guillermo, había fallecido y Godwino de Amstel había sido elegido para ocupar la sede episcopal. Bien porque el nuevo obispo fuera débil de carácter para su cargo o bien porque, tras un año de asedio, estuviera dispuesto a renunciar, Guillermo pudo reemplazarlo por Enrique de Vianen. El señor de Amstel, hermano del obispo depuesto, y el señor de Woerden, descontentos con lo que acababa de pasar, recibieron el apoyo de Otón II, conde de Güeldres, y declararon la guerra al nuevo obispo. Acababan de librar una batalla, cuando el rey Guillermo llegó a Utrecht; pero estos dos señores ya habían sido derrotados y hechos prisioneros.
Guillermo medió en la disputa y consiguió, después de haber comprometido al obispo Enrique de Vianen, devolver la libertad a los señores de Amstel y Woorden.

### Muerte
En 1255 los frisones se habían vuelto a amotinar. Ese invierno, Guillermo, decidido a someterlos, se puso al frente de su ejército y, en Navidad, tomó la ruta de Alkmaar (donde construyó un nuevo castillo) para ir a Hoogwoud y atacar a los frisones sobre el hielo, que se creía bastante fuerte. Brederodo, que conducía una división del ejército, había ya batido a los frisones cerca de Hoogwoud; pero Guillermo, con más ardor que prudencia, persiguió a los pelotones que huían hasta un punto en el que el hielo era tan débil que se hundió bajo el peso de su caballo. Inmediatamente fue degollado mientras trataba de desprenderse del peso de su armadura, abandonado por sus caballeros que huyeron desconcertados.
Era el 15 de enero de 1256; su cuerpo fue enterrado en un lugar secreto y no fue descubierto hasta pasados veintiséis años, cuando su hijo Florencio V de Holanda lo trasladó a Middelburg, donde fue enterrado en la abadía con la pompa propia de su rango. Nunca llegó a ser coronado emperador.

### Su labor de gobierno
Guillermo concedió privilegios a numerosas ciudades de su condado, como Haarlem, Delft y Alkmaar. Alkmaar estuvo exenta de impuestos durante algunos años, excepto de servir en la guerra contra los frisones. Haarlem obtuvo fueros municipales de exención de aduanas. Pero Guillermo no se limitó a dotar de leyes a las ciudades, sino que las adornó con numerosos monumentos. El ayuntamiento de Haarlem le sirvió de palacio y, aunque se duda que fuera su fundador, es cierto que desde 1214 existía una corte o palacio en esa ciudad. La ciudad de La Haya surgió en torno al castillo o pabellón de caza que se hizo construir en 1250 y concluyó su hijo.

### Matrimonio y descendencia
Guillermo se casó el 25 de enero de 1251 con Isabel, hija de Otón I de Brunswick, duque de Brunswick-Lüneburg. De este matrimonio tuvo dos hijos:
- Florencio, conde de Holanda.
- Matilde.